# Højer

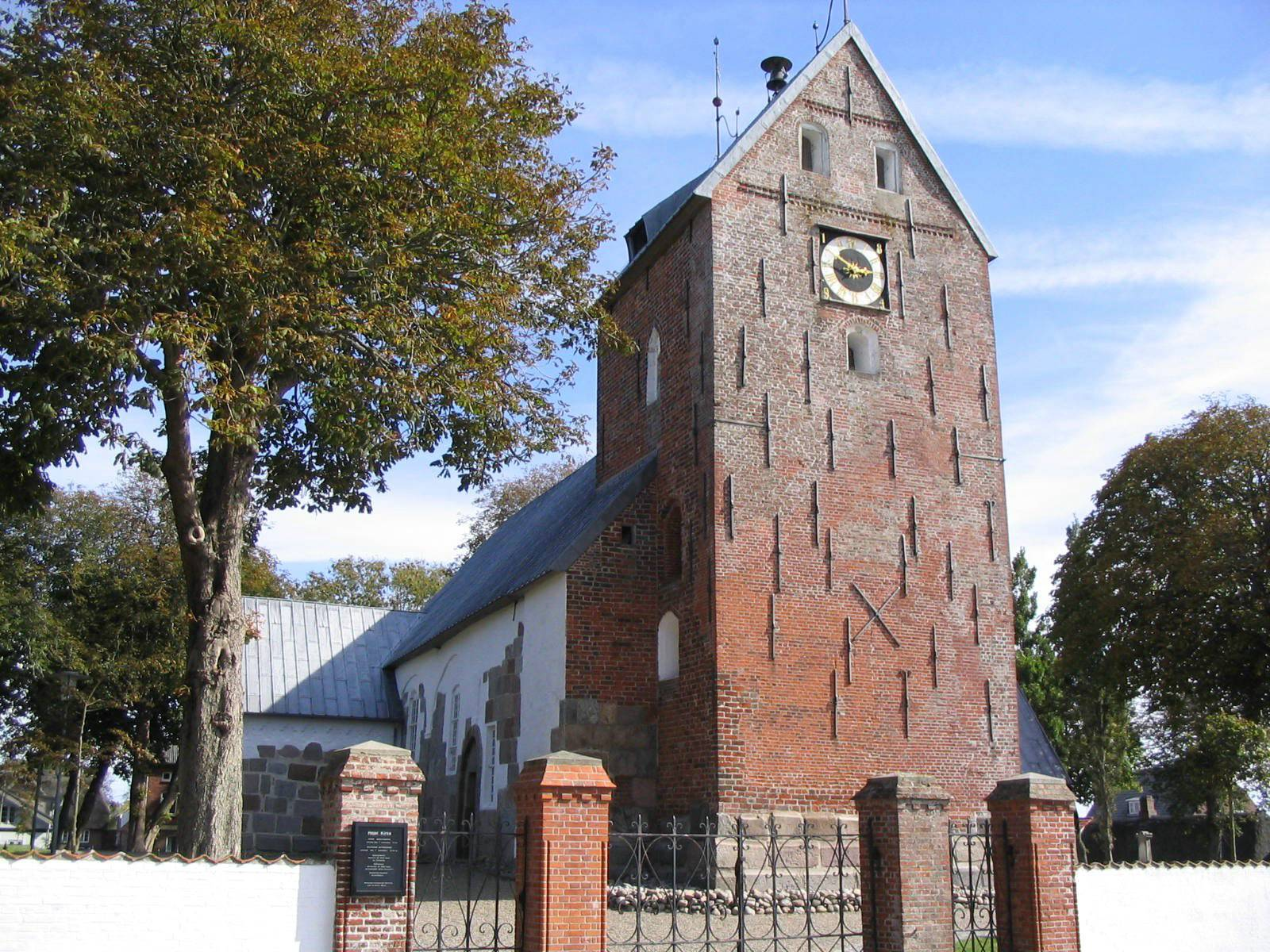
Igreja em Højer

Højer é um município da Dinamarca, localizado na região sul, no condado de Sonderjutlândia.
O município tem uma área de 117 km² e uma  população de 2 861 habitantes, segundo o censo de 2005.